# Marie Staszewska
Blahoslavená Maria Klemensa (Helena) Staszewska (30. července 1890, Złoczew – 27. července 1943, Koncentrační tábor Auschwitz) byla polská katolická řeholnice.

## Život
Narodila se 30. července 1890 v Złoczewi Karolovi Staszewskému a Marii Kaszyńské. Po smrti svých rodičů se starala o své sourozence a pracovala jako učitelka. V roce 1921 vstoupila do Římské unie řádu svaté Voršily se jménem Maria Klemensa. Pracovala jako zástupce představené klášterů: Sierczy, Zakopane, Stanislaviv. Byla představenou v Čenstochové, Gdyni, Rokicinech Podhalańskich.
Po vypuknutí 2. světové války přebývala v klášteře v Rokicinech Podhalańskich, kde poskytovala pomoc chudým, raněným, Židům, uprchlíkům a Polákům. Od roku 1941 byly do kláštera přinášeny děti s rizikem onemocnění tuberkulózou. Sestry také organizovaly jejich tajné vyučování. Jejich práce se nelíbila nacistům. Dne 26. ledna 1943 byla zatčena gestapem a o měsíc později byla převezena do vězení Montelupich. Poté byla odvezena do koncentračního tábora Osvětim a dostala číslo 38102. Onemocněla tyfem a zemřela 27. července 1943.

## Beatifikace
Blahořečena byla dne 13. června 1999 papežem sv. Janem Pavlem II. ve skupině 108 polských mučedníků z doby nacismu.